# Molly Pitcher

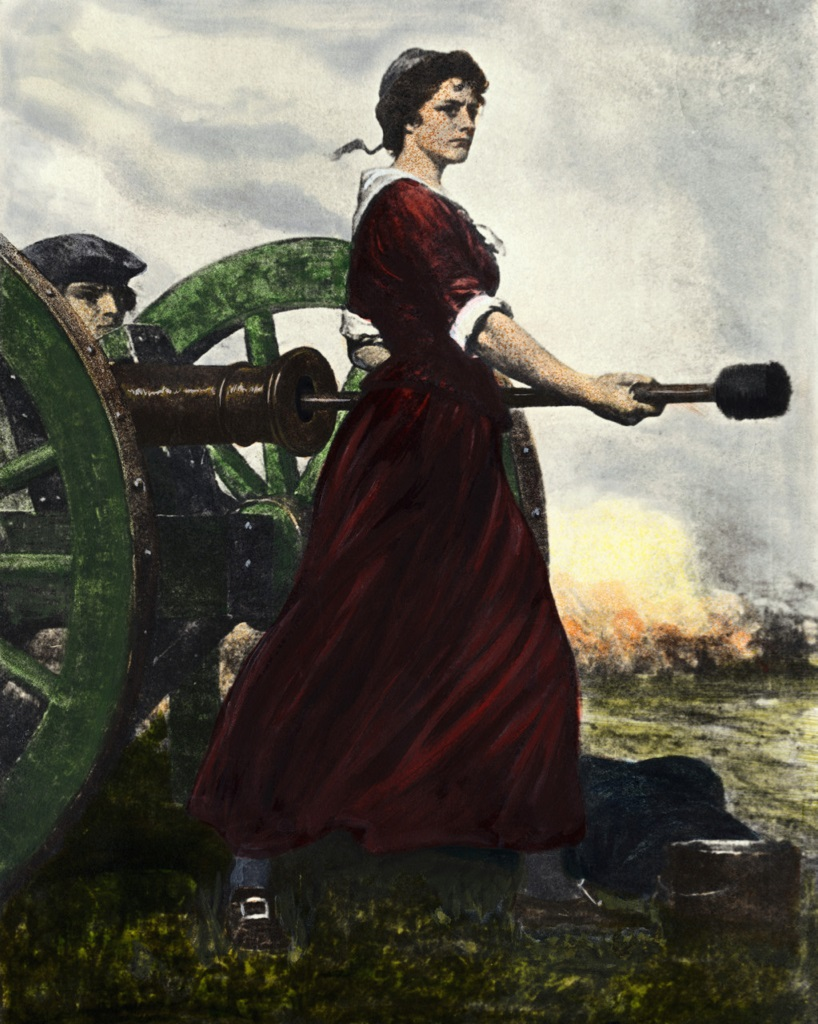
Charles Yardley Turner: Molly Pitcher at the Battle of Monmouth. Frontispiz von Harry Clinton Green and Mary Wocott Green: The Pioneer Mothers of America, Volume 2. G. P. Putnam’s Sons, New York 1912

Molly Pitcher ist der historisch nicht verbürgte Name einer amerikanischen Frau, die während des Unabhängigkeitskriegs in der Schlacht von Monmouth 1778 gekämpft haben soll. Die Figur spielt in der amerikanischen Erinnerungskultur eine Rolle, obwohl sie wahrscheinlich nicht historisch ist. Vermutlich ist sie aus Berichten über mehrere Frauen, die sich wirklich an Kämpfen beteiligt hatten, zusammengesetzt.

## Historischer Hintergrund
Im amerikanischen Unabhängigkeitskrieg waren nur wenige Frauen aktiv an den Kämpfen beteiligt. Eine Ausnahme stellten die Wasserträgerinnen der Artillerie dar: Die Kanonenrohre mussten nach dem Feuern ausgewaschen werden, um Funken zu löschen und Rückstände von Schießpulver zu entfernen. Erst danach konnte das Geschütz erneut abgefeuert werden. Die Aufgabe, Wasser für diesen Zweck herbeizutragen, wurde oft Frauen übertragen.
Die Schlacht von Monmouth ereignete sich am 28. Juni 1778 im Monmouth County in New Jersey. Einheiten der Kontinentalarmee unter George Washington griffen die Nachhut der britischen Armee unter Sir Henry Clinton an, als diese gerade auf dem Rückzug von Philadelphia nach New York City war. Die Schlacht ging unentschieden aus und beide Seiten beanspruchten den Sieg für sich.

## Legende
Der Legende nach soll Molly Pitcher ihrem Mann, einem Kanonier der Kontinentalarmee, in den Krieg gefolgt sein und sich als Wasserträgerin betätigt haben. Der 28. Juni 1778 sei ein besonders heißer Tag gewesen, doch habe sie immer weiter Wasser herbeigetragen, um ihn zu erfrischen und die Kanone zu reinigen. Nachdem ihr Mann verwundet worden sei, habe sie seinen Platz an der Kanone eingenommen, sie immer wieder ausgewaschen, nachgeladen und abgefeuert, wobei sie seinen Ladestock benutzt habe. Beide Eheleute sollen die Schlacht überlebt haben und anschließend in ihr Haus in Carlisle (Pennsylvania) zurückgekehrt sein.

## Identifizierung
Da sich keine historische Person des Namens ausmachen ließ, wurde Molly Pitcher mehrfach mit Mary (oder Molly) Ludwig Hays (1754–1832) identifiziert, einer Frau aus New Jersey, die die durstige Truppe ihres Mannes an einem heißen Tag mit Wasser versorgte – daher der Spitzname Pitcher („Wasserkrug“). Als ihr Ehemann in der Schlacht verwundet wurde, habe sie seinen Platz an der Kanone eingenommen. Später habe ihr das Parlament von Pennsylvania für „ihre Dienste während des Revolutionskriegs“ eine Belohnung und eine Rente gewährt. Nach ihrem Tod wurden diese Dienste in den Nachrufen nicht erwähnt, sie erhielt noch nicht einmal einen Grabstein. Zeitgenössische Quellen für ihre Teilnahme an der Schlacht von Monmouth gibt es nicht. Andere nennen Margaret Corbin oder Deborah Sampson als Vorlage für die Geschichte, die beide nachweislich an Schlachten teilnahmen, wenn auch nicht an der von Monmouth. Die Historikerin Linda Grant DePauw kommt zu dem Schluss, Molly Pitcher habe es gar nicht gegeben: „Wie G.I. Joe beschreibt der Name eine Gruppe, nicht ein Individuum“. Die Figur sei eine legendarische Person, die aus unterschiedlichen Erzählungen über Tapferkeit von Frauen im Unabhängigkeitskrieg zusammengesetzt wurde.

## Rezeption
In der Erinnerungskultur der USA hat Molly Pitcher ihren festen Platz. Sie gilt als eine Heldin des Unabhängigkeitskrieges. Immer wieder wurde ihre Geschichte im patriotischen Schrifttum und in Jugendbüchern neu erzählt und ausgeschmückt. In Carlisle wurde ihr 1876 ein Denkmal errichtet. 1928, zum 150-jährigen Jubiläum der Schlacht von Monmouth, brachte der United States Postal Service eine Dauermarke mit dem Aufdruck ihres Namens heraus. Im Zweiten Weltkrieg wurde ein Liberty-Frachter nach ihr benannt.
Ihre Geschichte eignet sich nach Einschätzung der Historiker Thomas Cardoza und Karen Hagemann deshalb gut für die amerikanische Erinnerungskultur, weil sie als liebevolle Ehefrau dargestellt wird, die erst in einer militärischen Notsituation wagte, ihren Ehemann zu ersetzen. Ihre Rolle im Kampfgeschehen werde als „kurz, situationsbedingt und spontan“ konstruiert, eine Bedrohung für die traditionelle Geschlechterordnung gehe nicht von ihr aus.
Die feministische Künstlerin Judy Chicago widmete Molly Pitcher eine Inschrift auf den dreieckigen Bodenfliesen des Heritage Floor ihrer 1974 bis 1979 entstandenen Installation The Dinner Party.
Linda Grant DePauw verfasste 2007 einen Roman über ein junges Mädchen, das den Kriegseinsatz von Molly Pitcher recherchiert.

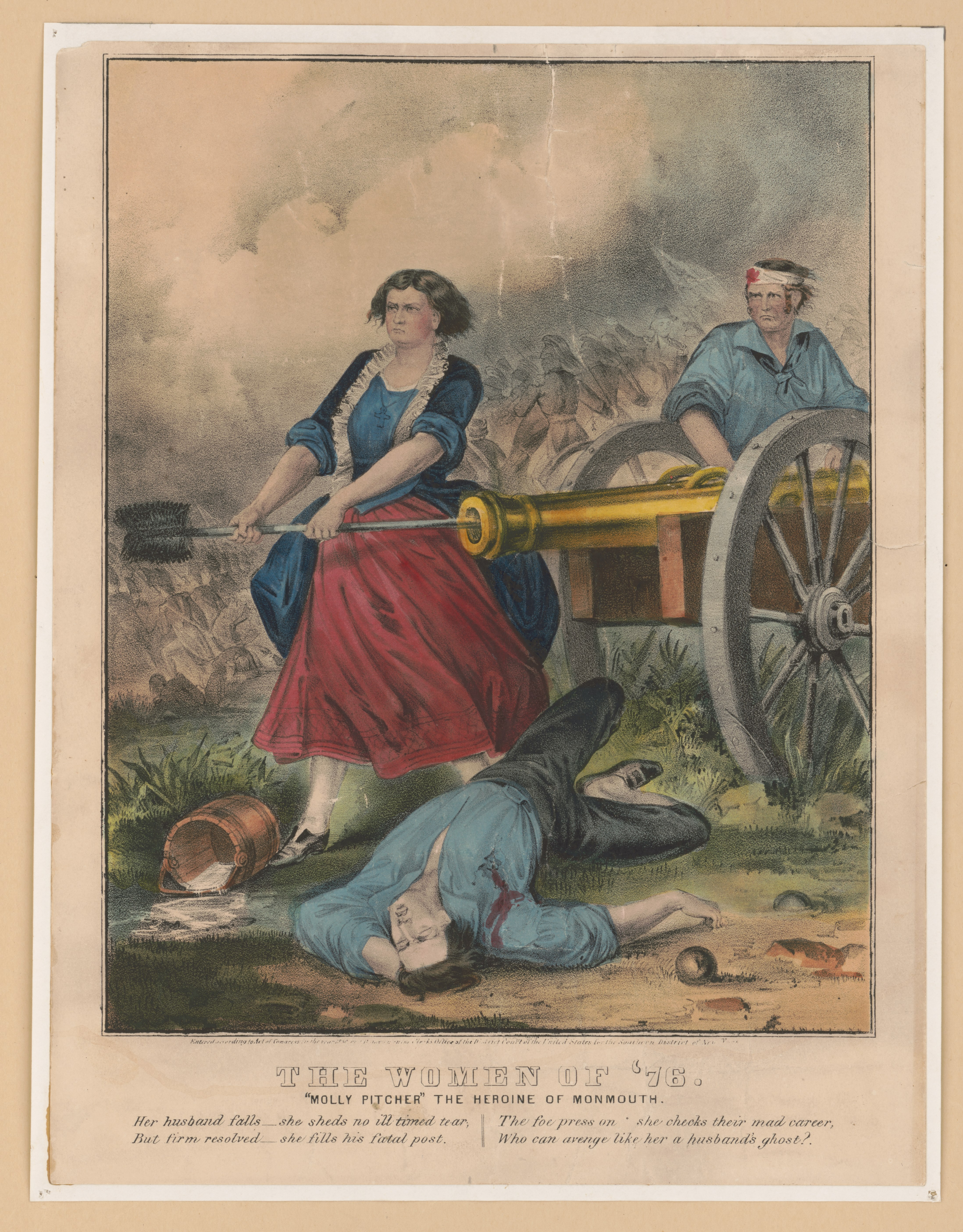
The women of ’76: „Molly Pitcher“, the heroine of Monmouth. Anonyme handkolorierte Lithographie, entstanden zwischen 1856 und 1907
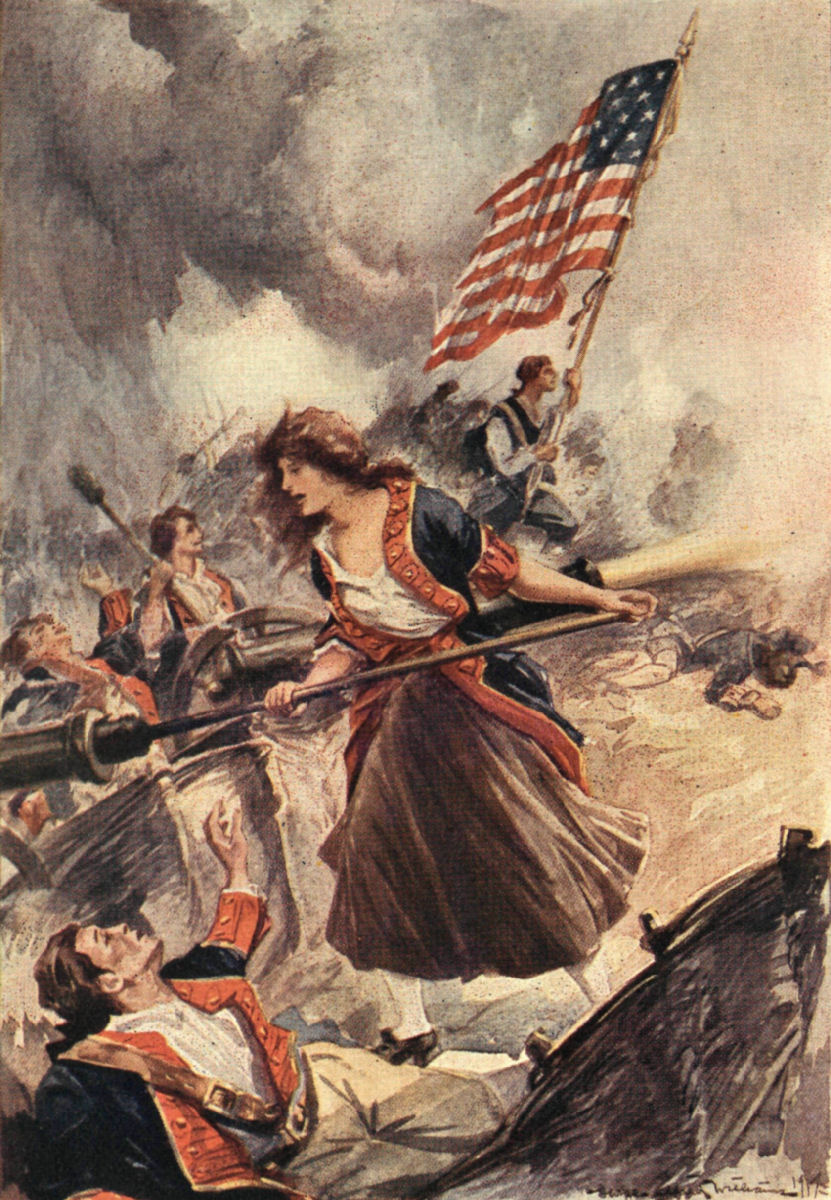
George Alfred Williams: Molly Pitcher. Illustration aus Ten American Girls from History (1917)
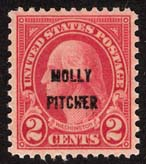
Briefmarke mit dem Aufdruck Molly Pitcher (1928)
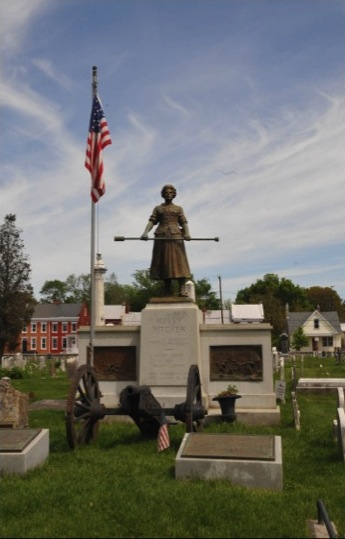
Statue in Carlisle, Pennsylvania